# Acamas fils de Thésée
Pour les articles homonymes, voir Acamas.

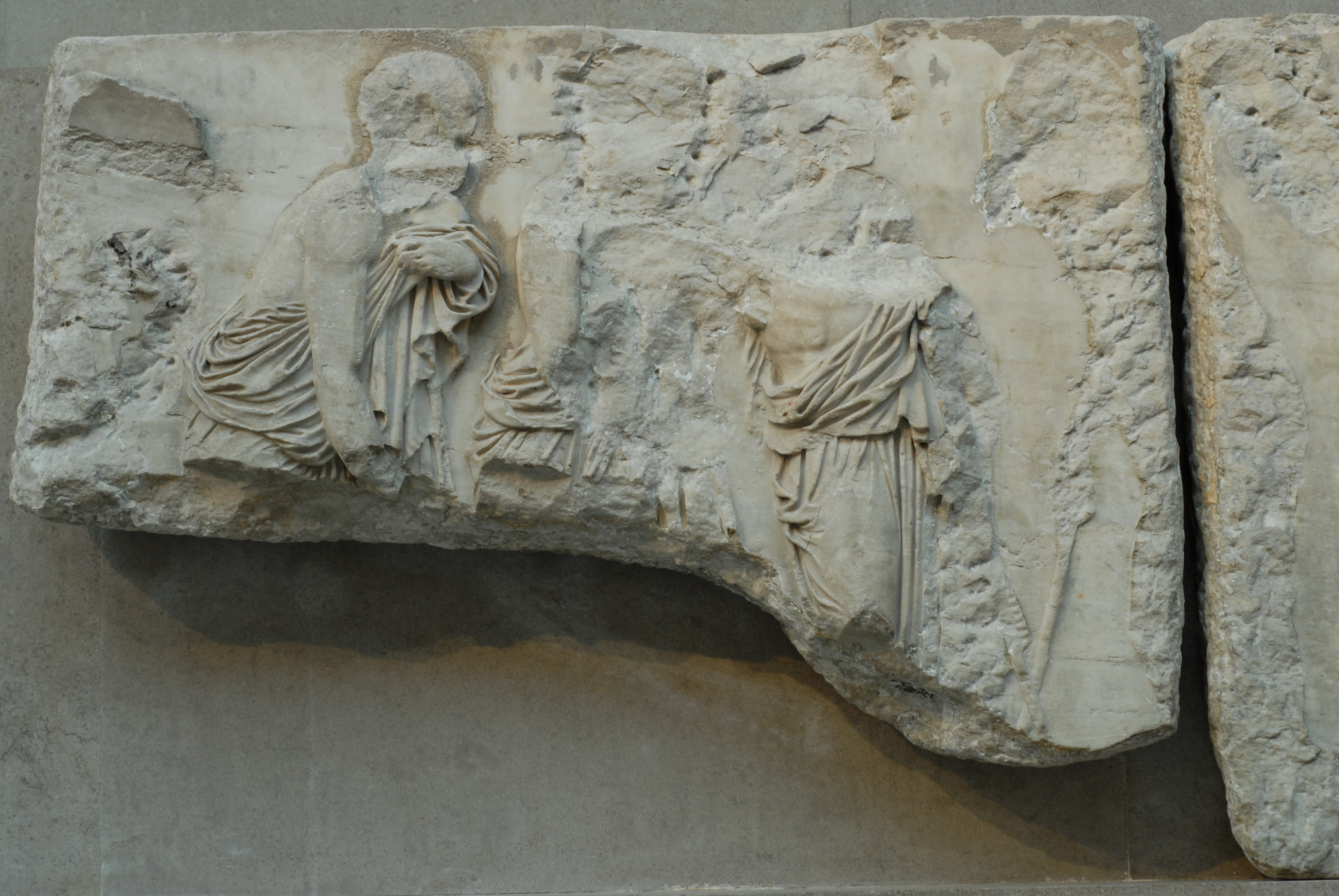
Héros éponymes sur la frise du Parthénon. La troisième figure en partant de la gauche (Est 44) est parfois interprétée comme Acamas. Frise est, British Museum.

Dans la mythologie grecque, Acamas (en grec ancien Ἀκάμας / Akámas ou Ἀκάμαντος / Akámantos), fils de Thésée et de Phèdre, est l'éponyme de la tribu attique des Acamantides, dont fait partie Périclès.
Il n'intervient pas dans l'œuvre d'Homère mais certains auteurs postérieurs le font intervenir dans le sac de Troie, avec son frère Démophon.
C'est notamment lui qui est envoyé en ambassade pour tenter de récupérer Hélène. Il a fait aussi partie des guerriers présents dans le cheval de Troie. Pendant la guerre, il s'éprend d'une fille de Priam, Laodicé. Celle-ci lui donne un fils, Mounitos. Il aime ensuite Clyméné, qui lui est offerte en butin, puis Phyllis, qu'il rencontre en Thrace. Il part ensuite pour Chypre où il fonde une colonie.